# Batalla de Tarento
La batalla de Tarento, denominada Operación Judgement, fue una acción ofensiva de la Armada británica contra la Regia Marina de la Italia fascista. En la noche del 11 al 12 de noviembre de 1940, un pequeño grupo de aviones británicos atacaron a los navíos italianos estacionados en Tarento. La facilidad con que los torpederos pudieron poner fuera de combate a grandes buque de guerra italianos predijo el fin de la guerra naval de superficie y marcó el inicio del control aéreo de los mares.

## Antecedentes
La campañapol Eje en el norte de África siempre se vio marcada por la necesidad de mantener abastecidas a las tropas en un ambiente hostil. Los británicos estacionados en Egipto también sufrían problemas de abastecimiento, ya que sus convoyes debían cruzar el hostil mar Mediterráneo desde sus bases en Gibraltar. Al inicio de la guerra, la flota italiana era la quinta Armada más poderosa del mundo y se encontraba en una posición estratégica para causar caos en las rutas de suministros aliadas.

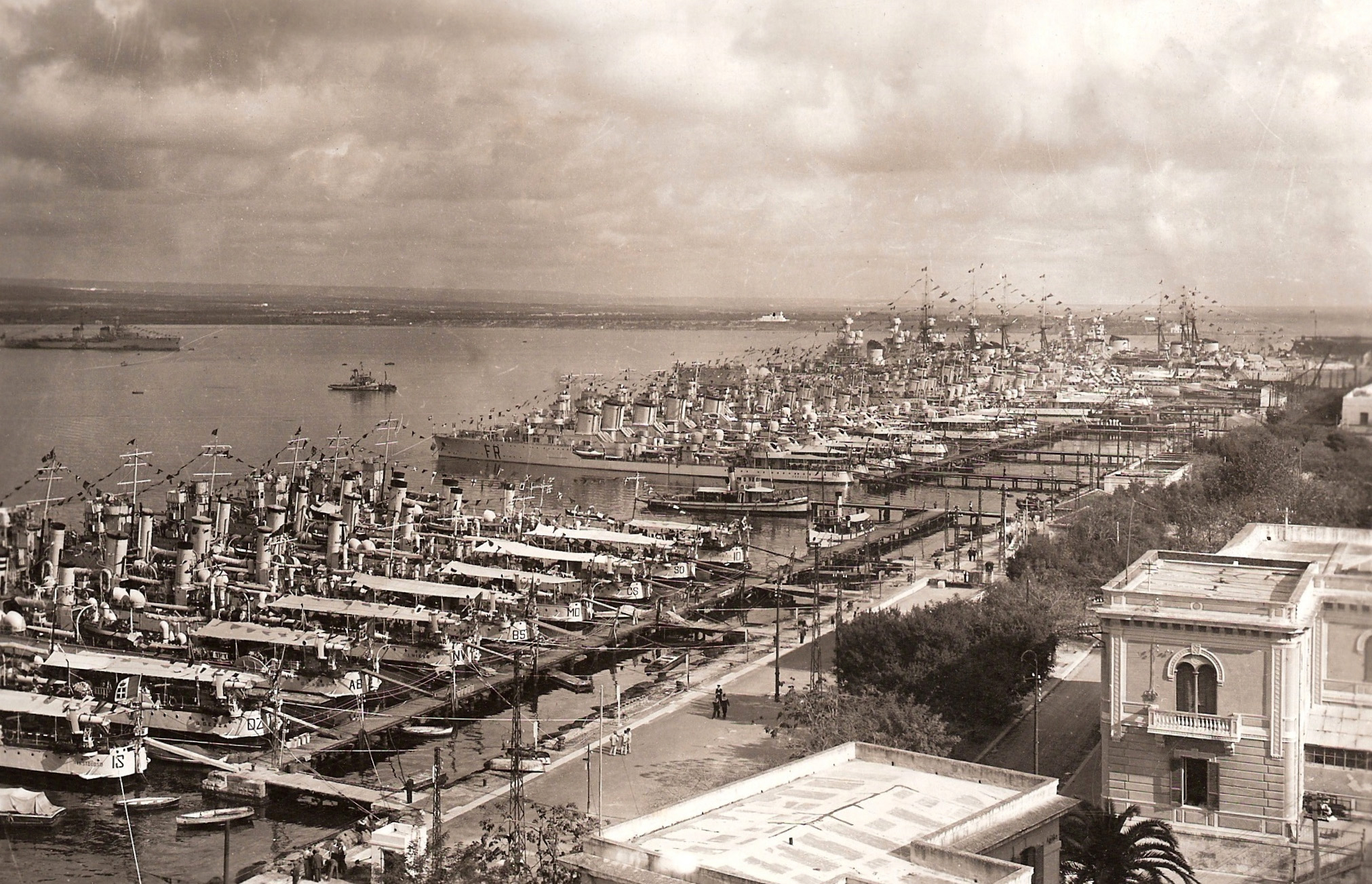
La base naval de Tarento a mediados de la década de 1930.

La doctrina naval italiana de aquella época consideraba que su Armada no necesitaba realizar incursiones continuamente. Como la Regia Marina poseía superioridad numérica, sus almirantes creían que su sola existencia suponía una amenaza para los británicos, quienes deberían invertir recursos contra ella. Por esta razón, muchos buques de guerra italianos nunca abandonaban los puertos, y a inicios de noviembre de 1940, seis acorazados, siete cruceros pesados, dos cruceros ligeros y ocho destructores se encontraban anclados en Tarento.
Los británicos, conscientes de la latente amenaza, elaboraron la Operación Judgement: un ataque sorpresa contra Tarento. Para la misión entregaron al Almirante Andrew Cunningham dos portaaviones, el HMS Eagle y el HMS Illustrious. Se fijó como fecha de ataque el 21 de octubre, para conmemorar la Batalla de Trafalgar, pero averías en ambos portaaviones provocaron la postergación de la fecha. Al no poder repararse el Eagle a tiempo, el Illustrious tomó los aviones del primero y partió solo a Tarento. El Illustrious iba escoltado por dos cruceros pesados, dos cruceros ligeros y cuatro destructores. El portaaviones contaba con cinco escuadrones navales, pero uno fue dejado en la reserva para la protección aérea de los navíos.
Varios bombarderos de reconocimiento Martin Maryland sobrevolaron Tarento antes de la operación, despegando desde Malta, y confirmaron la presencia de la flota italiana. Horas antes del ataque, un bombardero Short Sunderland fue enviado por los británicos para asegurarse una vez más. Aunque estos vuelos de reconocimiento alertaron a los defensores italianos, al no poseer radar solamente esperaron. En ese momento, la flota británica se estaba reuniendo en Cefalonia.

## El ataque

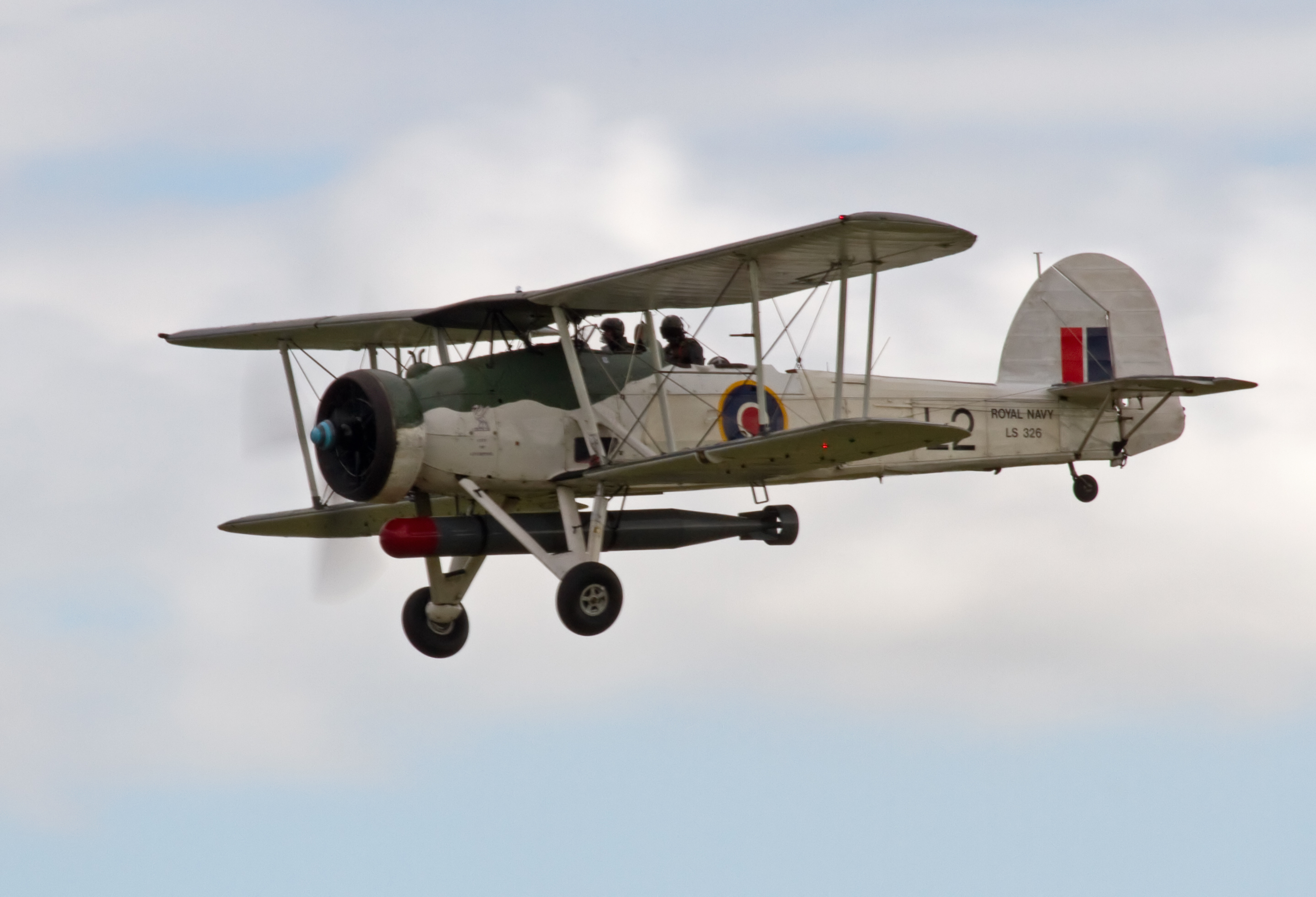
Fairey Swordfish de la RAF armado con un torpedo aéreo.

El 11 de noviembre, a las 21 horas (hora de Italia), una oleada de 12 torpederos biplanos Fairey Swordfish despegó desde el portaaviones HMS Illustrious hacia su objetivo. Una hora después, despegó del mismo punto una segunda oleada de ocho biplanos iguales. Cerca de las 23 horas, la primera oleada, equipada con bombas y torpedos, llegó a Tarento, y dividió sus fuerzas para atacar a los navíos distribuidos en las dos bahías del puerto (Mar Grande y Mar Piccolo).
Los aviones británicos se acercaron en fila hacia las naves italianas, siendo detectados y repelidos con artillería antiaérea y fuego de ametralladora; ante esta cortina de fuego, los torpederos de la RN lanzaron prontamente sus proyectiles hacia las naves que hallaron más próximas, causando severos daños. Un ataque con torpedos era una eventualidad que el Estado Mayor de la Regia Marina no había previsto, creyendo que la poca profundidad del puerto de Tarento era suficiente garantía de defensa para la flota. Poco después llegó la segunda oleada de aviones y, guiándose por las bengalas lanzadas en la primera oleada, continuaron atacando a la flota italiana, aunque tras un breve bombardeo se retiraron para evitar la artillería antiaérea de los italianos, acabando el ataque poco después de las 00.00 horas del 12 de noviembre. 
Durante los ataques, el acorazado Littorio fue impactado por dos torpedos, mientras que los acorazados Conte di Cavour y Caio Duilio recibieron uno cada uno. Además, las bombas dañaron al crucero Gorizia en la Mar Piccolo, más alejada del alcance de los aviones. Al final de la lucha, solamente dos biplanos británicos fueron derribados, siendo capturados dos miembros de las tripulaciones.

## Consecuencias
La flota italiana sufrió un duro golpe, y al día siguiente, los barcos que podían navegar fueron enviados a puertos más al norte. El Littorio estuvo fuera de servicio durante  cuatro meses, y el Caio Duilio por medio año. El Conte di Cavour sufrió mayores destrozos y no pudo ser reparado a tiempo para 1943, cuando Italia cambió de bando. El daño psicológico a los almirantes italianos fue severo, y no se arriesgaron a realizar incursiones ofensivas hasta 1941, cuando Alemania entró en los Balcanes.
No obstante, a pesar de esta derrota, la Regia Marina no dejó de ser temida, y los posteriores combates en la batalla de Cabo Teulada lo confirman. No sería hasta la batalla del Cabo Matapán cuando la Regia Marina abandonaría todo esfuerzo de controlar el Mediterráneo Oriental, cediéndolo en la práctica a la Royal Navy.
El éxito de la Operación Judgement se puede atribuir, en parte, a las modificaciones realizadas a los torpedos británicos, que les permitieron ser utilizados en aguas poco profundas (inferiores a los 30 m), algo hasta entonces no visto por los expertos. No es de extrañar entonces, que los capitanes italianos creyesen que sus navíos estaban a salvo en las aguas poco profundas de Tarento.
El almirante japonés Isoroku Yamamoto estudió con atención la batalla de Tarento, al igual que sus oficiales, a la hora de planificar el ataque a Pearl Harbor, en diciembre de 1941.

## Curiosidades
En el videojuego "Blazing Angels 2: Secret missions of world war II", un juego de la Segunda Guerra Mundial, se recuerda durante la tercera misión la "Batalla de Tarento", con la diferencia de que se usan bombas y no torpedos como fue en realidad. La misión se llama "Noche italiana".
La batalla de Tarento también fue llamada en Italia como el Pearl Harbor del Mediterráneo o la Noche de Tarento (en italiano Notte di Taranto). En el Reino Unido se apodó al ataque como "La noche del pez espada" (en inglés "The night of the swordfish"), ya que el ataque lo protagonizó principalmente una flotilla de aviones torpederos Fairey Swordfish.